# Ілона Чаманська
Ілона Чаманська (нар. 2 листопада 1951 , Познань  ) — польська історик і балканістка, дослідниця діяльності князів Вишневецьких на лівобережжі України. Професорка Університету ім. Адама Міцкевича у Познані.

## Автобіографія
У 1974 закінчила історичний факультет Познанського університету імені Адама Міцкевича, а в 1982 захистила докторську дисертацію. 
У 1997 отримала звання габілітованого доктора на основі дисертації: Молдова і Волощина по відношенню до Польщі, Угорщини та Туреччини в XIV-XV ст. 19 лютого 2014 їй присвоєне вчене звання професора.
У 1999 отримала стипендію Фундації Ланцкоронських, яка проводить дослідження у Відні. Її наукові інтереси зосереджені на історії Центральної та Південно-Східної Європи, переважно XIV-XVIII ст.
У 1998 в її перекладі вийшла «Хроніка Молдовського краю» Мирона Костіна.
Завідувачка кафедри балканології Інституту історії Університету Адама Міцкевича, а також голова балканської комісії Познанського відділення Польської академії наук . Чаманська є головною редакторкою видання "Balcanica Posnaniensia. Acta et studies".

## Вибрані публікації
- Mołdawia i Wołoszczyzna wobec Polski, Węgier i Turcji w XIV i XV wieku, Poznań: Wydawnictwo Naukowe UAM 1996
- (redakcja) Miron Costin, Latopis Ziemi Mołdawskiej i inne utwory historyczne, tł., wstęp i komentarz Ilona Czamańska, Poznań: Wydawnictwo Naukowe UAM 1998.
- (redakcja) Poselstwo Rafała Leszczyńskiego do Turcji w 1700 roku. Diariusze i inne materiały, przygot. Ilona Czamańska  przy współpracy Danuty Zydorek, wstęp i komentarz Ilona Czamańska, Leszno: Urząd Miasta 1998.
- (współautor) Słownik władców Europy nowożytnej i najnowszej, pod red. Macieja Serwańskiego i Józefa Dobosza, Poznań: Wydawnictwo Poznańskie 1998.
- (współautor) Słownik władców Europy średniowiecznej, pod red. Józefa Dobosza i Macieja Serwańskiego, Poznań: Wydawnictwo Poznańskie 1998.
- (współautor) Słownik dynastii Europy, pod red. Józefa Dobosza i Macieja Serwańskiego, Poznań: Wydawnictwo Poznańskie 1999.
- Drakula. Wampir, tyran czy bohater?, Poznań: Wydawnictwo Poznańskie 2003.
- Wiśniowieccy. Monografia rodu, Poznań: Wydawnictwo Poznańskie 2007.
- (współautor) Vademecum bałkanisty: lata 500-2007, red. Ilona Czamańska, Zdzisław Pentek, Poznań: Instytut Historii UAM 2009.
- Dokumenty klasztoru oo. kamedułów z Pożajścia w Państwowym Archiwum Historycznym w Tbilisi: katalog, Poznań: Wydawnictwo Nauka i Innowacje 2012.
- (współautor: Jan Leśny), Bitwa na Kosowym Polu 1389, Poznań: Wydawnictwo Poznańskie 2015.
- Historia Serbii, tom 1, Poznań: Wydawnictwo Naukowe UAM 2021.